# Лук-слизун
Лук-слизу́н, Лук поника́ющий (лат. Allium nutans) — многолетнее травянистое растение, вид рода Лук (Allium) семейства Луковые (Alliaceae).
Пищевое растение, в пищу употребляются молодые листья.

## Распространение и экология
В природе ареал вида охватывает юго-восток европейской части России, Сибирь и Среднюю Азию.
Произрастает в степях, на луговых и каменистых склонах.
Многолетнее, морозоустойчивое, влаголюбивое растение. Размножать его можно семенами и луковицами. На одном месте рекомендуется выращивать не более пяти лет.

## Ботаническое описание
Луковицы цилиндрические или слегка конические, диаметром 1,5–2 см, покрытые тонкой плёночным оболочкой, прикреплены к горизонтально или наклонно растущему корневищу. Стебель толстый, высотой 25–70 см, в верхней части с двумя, обычно крылатыми рёбрами, до цветения поникающий, в начале цветения выпрямляется.
Листья в числе 6–8, сближенные у основания стебля, линейные с закруглёнными кончиками, шириной 1–2 см, в длину до 30 см, сизые, тупые, серповидные, гладкие. Листовая пластинка имеет небольшой винтообразный изгиб вокруг продольной оси. Листья хрупкие и сочные, на изломе выделяют слизистый сок, слабоострые на вкус.
Зонтик шаровидный, реже почти шаровидный, многоцветковый, густой, почти головчатый, до цветения поникающий. Листочки полушаровидного околоцветника розовые или розово-фиолетовые с мало заметной жилкой, длиной 4–6 мм, тупые, продолговато-яйцевидные, внутренние немного длиннее наружных лодочковидных. Нити тычинок при самом основании между собой и с околоцветником сросшиеся, в полтора-два раза длиннее листочков околоцветника, шиловидные, внутренние при основании обычно двузубые, в 2 раза шире наружных. Столбик выдается из околоцветника.
Коробочка равна околоцветнику.
| |  |  |
| Слева направо: Молодое растение. Нераспустившиеся соцветия на характерно поникающих цветоносах. Соцветие |  |  |

## Значение и применение
Лук-слизун начинает вегетацию почти сразу после таяния снега, поэтому его листья годятся к употреблению в пищу рано весной, когда другой огородной зелени ещё нет. Использует его так же, как и другие виды лука: как зелень в салаты, а также добавляют в качестве пряности в различные блюда.

## Таксономия
Вид Лук-слизун входит в род Лук (Allium) семейства Луковые (Alliaceae) порядка Спаржецветные (Asparagales).
|  |                                      |  |                                                             |                                                             |                   |  | ещё 24 семейства (согласно Системе APG II) | ещё 24 семейства (согласно Системе APG II) |                     |  |  |  | ещё более 870 видов |
|  |                                      |  |                                                             |                                                             |                   |  | ещё 24 семейства (согласно Системе APG II) | ещё 24 семейства (согласно Системе APG II) |                     |  |  |  | ещё более 870 видов |
|  |                                      |  |                                                             | порядок Спаржецветные                                       |                   |  |                                            |                                            | род Лук             |  |  |  |                     |
|  |                                      |  |                                                             | порядок Спаржецветные                                       |                   |  |                                            |                                            | род Лук             |  |  |  |                     |
|  | отдел Цветковые, или Покрытосеменные |  |                                                             |                                                             | семейство Луковые |  |                                            |                                            | вид Лук-слизун      |  |  |  |                     |
|  | отдел Цветковые, или Покрытосеменные |  |                                                             |                                                             | семейство Луковые |  |                                            |                                            |                     |  |  |  |                     |
|  |                                      |  | ещё 44 порядка цветковых растений (согласно Системе APG II) | ещё 44 порядка цветковых растений (согласно Системе APG II) |                   |  |                                            | ещё около 300 родов                        | ещё около 300 родов |  |  |  |                     |
|  |                                      |  |                                                             | ещё 44 порядка цветковых растений (согласно Системе APG II) |                   |  |                                            |                                            | ещё около 300 родов |  |  |  |                     |